# Real Madrid Baloncesto 2009-2010
Questa voce raccoglie le informazioni riguardanti il Real Madrid Baloncesto nelle competizioni ufficiali della stagione 2009-2010.

## Stagione
La stagione 2009-2010 del Real Madrid Baloncesto è la 54ª nel massimo campionato spagnolo di pallacanestro, la Liga ACB.

## Roster
Aggiornato al 18 novembre 2021.
| Real Madrid 2009-10 | Real Madrid 2009-10 |
| Giocatori           | Staff tecnico       |
| ------------------- | ------------------- |

| N. | Naz.                                                   | Ruolo | Nome                  | Anno | Alt.   | Peso   |  |
| -- | ------------------------------------------------------ | ----- | --------------------- | ---- | ------ | ------ |  |
| 4  | Croazia (bandiera)                                     | C     | Ante Tomić            | 1987 | 218 cm | 115 kg |  |
| 5  | Argentina (bandiera) · Italia (bandiera)               | P     | Pablo Prigioni        | 1977 | 192 cm | 88 kg  |  |
| 6  | Stati Uniti (bandiera) · Russia (bandiera)             | GA    | Travis Hansen         | 1978 | 198 cm | 93 kg  |  |
| 7  | Lituania (bandiera)                                    | C     | Darjuš Lavrinovič     | 1979 | 212 cm | 110 kg |  |
| 8  | Serbia (bandiera) · Grecia (bandiera)                  | PG    | Marko Jarić           | 1978 | 201 cm | 95 kg  |  |
| 9  | Spagna (bandiera)                                      | AG    | Felipe Reyes (C)      | 1980 | 203 cm | 112 kg |  |
| 12 | Belgio (bandiera)                                      | C     | Tomas Van Den Spiegel | 1978 | 214 cm | 118 kg |  |
| 13 | Lituania (bandiera)                                    | G     | Rimantas Kaukėnas     | 1977 | 194 cm | 92 kg  |  |
| 14 | Serbia (bandiera)                                      | AC    | Novica Veličković     | 1986 | 205 cm | 105 kg |  |
| 15 | Spagna (bandiera)                                      | AG    | Jorge Garbajosa       | 1977 | 206 cm | 111 kg |  |
| 17 | Belgio (bandiera)                                      | AG    | Axel Hervelle         | 1983 | 205 cm | 110 kg |  |
| 20 | Spagna (bandiera)                                      | GA    | Sergi Vidal           | 1981 | 199 cm | 89 kg  |  |
| 21 | Montenegro (bandiera)                                  | AC    | Vladimir Dašić        | 1988 | 207 cm | 106 kg |  |
| 21 | Stati Uniti (bandiera)                                 | AP    | Morris Almond         | 1985 | 198 cm | 99 kg  |  |
| 22 | Stati Uniti (bandiera)                                 | G     | Louis Bullock         | 1976 | 185 cm | 80 kg  |  |
| 23 | Spagna (bandiera)                                      | G     | Sergio Llull          | 1987 | 190 cm | 94 kg  |  |
| 25 | Senegal (bandiera)                                     | C     | Cheikh Samb           | 1984 | 216 cm | 111 kg |  |
| 51 | Spagna (bandiera)                                      | C     | Iñaki de Miguel       | 1973 | 205 cm | 100 kg |  |
| -  | Spagna (bandiera)                                      | C     | Víctor Arteaga        | 1992 | 212 cm | 97 kg  |  |
| -  | Spagna (bandiera)                                      | AG    | Alberto Jódar         | 1991 | 204 cm | 92 kg  |  |
| -  | Spagna (bandiera)                                      | AP    | Miguel Molina         | 1989 | 194 cm |        |  |
| -  | Stati Uniti (bandiera) · Macedonia del Nord (bandiera) | AC    | Jeremiah Massey (IN)  | 1982 | 202 cm | 107 kg |  |

| Allenatore                                                                             |
| - Ettore Messina                                                                       |
| Assistente/i                                                                           |
| - Jota Cuspinera - Emanuele Molin Legenda - (C) Capitano - (IN) Inattivo - Infortunato |

## Mercato

### Sessione estiva
| Acquisti | Acquisti             | Acquisti          | Acquisti      | Acquisti |
| R.a      | Nome                 | da                | Modalità      |          |
| -------- | -------------------- | ----------------- | ------------- | -------- |
| P        | Pablo Prigioni       | Saski Baskonia    | scambio       |          |
| AG       | Jorge Garbajosa      | Chimki            | definitivo    |          |
| G        | Brad Oleson          | Fuenlabrada       | definitivo    |          |
| C        | Darjuš Lavrinovič    | Dinamo Mosca      | definitivo    |          |
| GA       | Sergi Vidal          | Saski Baskonia    | scambio       |          |
| AC       | Novica Veličković    | Partizan          | definitivo    |          |
| G        | Rimantas Kaukėnas    | Mens Sana Siena   | definitivo    |          |
| GA       | Travis Hansen        | Dinamo Mosca      | definitivo    |          |
| AG       | Alberto Jódar        | Fuenlabrada       | definitivo    |          |
| C        | Lazaros Papadopoulos | Fortitudo Bologna | fine prestito |          |
| C        | Cheikh Samb          | Free agent        | definitivo    |          |
| C        | Iñaki de Miguel      | Siviglia          | definitivo    |          |

| Cessioni | Cessioni               | Cessioni        | Cessioni         | Cessioni |
| R.       | Nome                   | a               | Modalità         |          |
| -------- | ---------------------- | --------------- | ---------------- | -------- |
| AP       | Marko Tomas            | Cibona Zagabria | rescissione      |          |
| C        | Venson Hamilton        | Free agent      | fine contratto   |          |
| G        | Raül López             | Chimki          | fine contratto   |          |
| AP       | Kennedy Winston        | Virtus Roma     | fine contratto   |          |
| G        | Brad Oleson            | Saski Baskonia  | scambio          |          |
| AP       | Álex Mumbrú            | Bilbao Berri    | fine contratto   |          |
| G        | Jorge Santana          | Real Madrid B   | fine contratto   |          |
| AC       | Nikola Mirotić         | Palencia        | prestito         |          |
| AP       | Bojan Bogdanović       | Cibona Zagabria | rescissione      |          |
| AG       | Pablo Aguilar Bermúdez | Granada         | rinnovo prestito |          |
| C        | Lazaros Papadopoulos   | PAOK Salonicco  | rescissione      |          |

### Dopo l'inizio della stagione
| Acquisti | Acquisti       | Acquisti          | Acquisti         | Acquisti      |
| R.       | Nome           | da                | Data             | Modalità      |
| -------- | -------------- | ----------------- | ---------------- | ------------- |
| PG       | Marko Jarić    | Memphis Grizzlies | 22 dicembre 2009 | definitivo    |
| C        | Ante Tomić     | KK Zagabria       | 10 gennaio 2010  | definitivo    |
| AC       | Vladimir Dašić | Gran Canaria      | aprile 2010      | fine prestito |
| AP       | Morris Almond  | Maine Red Claws   | 12 aprile 2010   | definitivo    |

| Cessioni | Cessioni        | Cessioni      | Cessioni         | Cessioni       |
| R.       | Nome            | a             | Data             | Modalità       |
| -------- | --------------- | ------------- | ---------------- | -------------- |
| C        | Cheikh Samb     | Free agent    | 2 novembre 2009  | fine contratto |
| C        | Iñaki de Miguel | Real Madrid B | novembre 2009    | fine contratto |
| AG       | Axel Hervelle   | Bilbao Berri  | 4 gennaio 2010   | prestito       |
| AC       | Jeremiah Massey | Free agent    | 18 gennaio 2010  | rescissione    |
| AC       | Vladimir Dašić  | Gran Canaria  | 26 febbraio 2010 | prestito       |